# Jerzy Pakulski
Jerzy Pakulski (ur. 5 października 1932 w Zdołbunowie, zm. 27 grudnia 2004 w Johannesburgu) – polski pianista jazzowy, kompozytor, pedagog muzyczny, redaktor muzyczny w Polskim Radiu Wrocław.

## Życiorys
Urodził się w Zdołbunowie na Wołyniu. Jego rodzina tak jak wielu kresowiaków osiedliła się po II wojnie światowej we Wrocławiu. Tutaj rozpoczynał w 1948 roku swoją muzyczną przygodę z jazzem, grając w harcerskim zespole Rumba Jazz. Od 1951 roku był pianistą powstałego w Młodzieżowym Domu Kultury zespołu Rytm, który przekształcił w formację swingową. Od roku 1954 Rytm regularnie współpracował z Redakcją Muzyczną Polskiego Radia Wrocław, zaś w 1955 wystąpił w filmie w reż. Jana Fethkego pt. Irena do domu!. W 1957 roku muzyk powołał do życia estradowy Zespół Jerzego Pakulskiego, który występował we wrocławskiej kawiarni „Artystyczna”, a w 1959 pierwszy wrocławski zespół jazzu nowoczesnego, działający pod nazwą FAR Quintet, a następnie FAR Quartet powstał z inicjatywy studentów PWSM i uczniów PSM II Stopnia. Pianista był jego liderem, kierownikiem muzycznym i organizacyjnym do 1965 roku. Pierwszy skład grupy tworzyli: Edmund Kalus (flet), Zbigniew Piotrowski (saksofon altowy), Aleksander Jamka (kontrabas, Jerzy Śnieżawski (perkusja). W 1959 roku, zaledwie po kilku próbach zespół wystąpił na II Ogólnopolskim Konkursie Amatorskich Zespołów Tanecznych i Rozrywkowych w Warszawie, gdzie otrzymał nagrodę zespołową, zaś pianista indywidualną. W 1960 roku w Konkursie Zespołów Jazzowych CRZZ we Wrocławiu, FAR Quartet zajął I miejsce ex aequo z Kwintetem Tadeusza „Errolla” Kosińskiego. Nagrodę stanowiły nadawane przez okres trzech lat (co dwa tygodnie) w Programie I PR, dwudziestominutowe nagrania każdego z laureatów. W 1961 roku FAR Quartet wystąpił m.in. na festiwalu Jazz Jamboree w Filharmonii Narodowej, Filharmonii im. Karola Szymanowskiego w Krakowie i w Filharmonii Bałtyckiej, a także z zespołem Jazz Rockers we wrocławskiej Hali Ludowej. W 1964 roku FAR Quartet był gwiazdą na I Studenckim Festiwalu Jazz nad Odrą. Najpopularniejszy skład grupy wraz z pianistą współtworzyli: Zbigniew Piotrowski (saksofon altowy), Janusz Kozłowski (kontrabas) i Czesław „Mały” Bartkowski (perkusja). W roku 1964 doszło do reorganizacji składu i dwu ostatnich muzyków zastąpili: Włodzimierz Plaskota (kontrabas; przyjaciel pianisty i kolega z czasów ich współpracy w harcerskim zespole Rumba Jazz) i Jerzy Grossman (perkusja). FAR Quartet współpracował z teatrami studenckimi Kalambur (tutaj debiutował w 1964 roku w roli kompozytora muzyki teatralnej), Gest i z Wrocławskim Teatrem Pantomimy Henryka Tomaszewskiego. Na początku lat 60. dorabiał jako nauczyciel muzyki w IX Liceum Ogólnokształcącym im. Juliusza Słowackiego we Wrocławiu, zaś w jego szkolnym zespole jazzowym zaczynał wrocławski rockman Jacek Baran. Jazzman samodzielnie koncertował w Belgii, zaś z teatrami studenckimi występował w Szwecji, Holandii, Finlandii i Turcji. Pracował również jako kierownik i redaktor muzyczny w Polskim Radiu Wrocław, współpracował ze Studiem 202. Od 1962 był stałym kompozytorem Teatru Rozmaitości, a następnie Teatru Polskiego. Był także jurorem pierwszych edycji konkursu Jazzu nad Odrą. W roku 1965 powstało Trio Jerzego Pakulskiego, które do 1968 roku występowało w Klubie Studenckim „Pałacyk”. Muzyk był niezwykle aktywnym członkiem Hot-Clubu Pałacyk o czym świadczą podejmowane przez niego inicjatywy, takie jak m.in.: Noce Jazzu i Poezji, Jazz Campingi organizowane w Schronisku PTTK „Strzecha Akademicka” oraz w Schronisku PTTK „Samotnia” czy wakacyjny Interclub.
Kolejna jazzowa bessa końca lat 60. spowodowała regularne wyjazdy muzyków na kontrakty zagraniczne. Pianista wyjechał w 1968 roku do Holandii, a po okresie rejsów osiadł w Oslo, gdzie pracował jako nauczyciel muzyki w latach 1972-1974 skąd po kilku latach przeniósł się do Johannesburga, gdzie nadal uprawiał ten zawód (do śmierci). Był autorem ponad 100 kompozycji, z których do najważniejszych zaliczał balladę zatytułowaną Światło księżyca (1950), a także Sagafiord z nagranej w Johannesburgu płyty Everywhere And Nowhere.
Po raz ostatni jazzman wystąpił w roku 1995 podczas XXX Festiwalu Jazz nad Odrą we Wrocławiu z reaktywowanym specjalnie na tę okazję FAR Quartetem oraz pojawił się na 45-leciu wrocławskiego klubu Pałacyk. Zmarł 27 grudnia 2004 roku w Johannesburgu w wieku 72 lat.